# Décès en mars 1940
Décès
- 1936
- 1937
- 1938
- 1939
- 1940
- 1941
- 1942
- 1943
- 1944

Pour une information complémentaire, voir la page d'aide.

| Date    | Nom         | Pays                   | Activités              | Âge | Source |
| ------- | ----------- | ---------------------- | ---------------------- | --- | ------ |
| 19 mars | Gustave Sap | Drapeau de la Belgique | Homme politique belge. | 54  |        |